# Rainer Zitelmann
Rainer Zitelmann (Fráncfort del Meno, 14 de junio de 1957) es un historiador, sociólogo, autor, consultor de gestión y experto inmobiliario alemán.

## Vida
Rainer Zitelmann estudió Historia y Ciencias Políticas de 1978 a 1983 en la Universidad Técnica de Darmstadt, donde se graduó con honores. En 1986 fue galardonado con el premio Dr. Phil por su tesis Hitler. Selbstverständnis eines Revolutionärs (disponible en inglés con el título El nacional-socialismo de Hitler), investigación completada bajo la coordinación del profesor Freiherr von Aretin. La disertación de Zitelmann obtuvo el reconocimiento “suma cum laude” y recibió atención y reconocimiento a nivel internacional. De 1987 a 1992 fue asistente de investigación en el Instituto Central de Investigación en Ciencias Sociales de la Universidad Libre de Berlín. Entre 1992 y 1993 fue editor jefe de dos los sellos editoriales Ullstein y Propylänen, que en aquel momento eran el tercer grupo editorial más grande de Alemania. También participó en el equipo de gestión de ambas editoriales. Desde 1994, Zitelmann entra en “Die Welt”, uno de los diarios más vendidos de la prensa alemana, donde dirigió varias secciones, destacando su paso por las páginas dedicadas al sector inmobiliario. En el año 2000 funda la empresa Dr. Zitelmann PB GmbH, con la que pronto se convierte en el líder del mercado de consultoría de comunicación para empresas inmobiliaria. En 2016 vende la consultora al grupo MBO.
En 2016, Zitelmann completa su segundo doctorado, esta vez en sociología y en la Universidad de Potsdam, bajo la dirección del profesor Wolfgang Lauterbach. Su disertación se publicó en inglés con el título “The Wealth Elite”, editado como libro en numerosos países como China, Corea del Sur o Vietnam.
Ha publicado cuatro libros en español: El capitalismo no es el problema, es la solución (Unión Editorial, 2021), Los ricos ante la opinión pública (Unión Editorial, 2022), En defensa del libre mercado (Unión Editorial, 2023) y El odio a los ricos, firmado al alimón con Axel Kaiser (Ediciones El Mercurio, 2023).
Zitelmann ha escrito y editado un total de 29 libros, muchos de los cuales han tenido éxito editorial. Su obra está disponible en 30 idiomas diferentes. Zitelmann viaja con frecuencia a países de Asia, Estados Unidos, América del Sur y Europa para impartir conferencias sobre su obra e ideas. En los últimos años, ha escrito artículos o concedido entrevistas a algunos de los principales medios de comunicación del mundo, incluidos The Wall Street Journal, Newsweek, Forbes, The Daily Telegraph, The Times, Le Monde, Corriere de la Serra, Frankfurter Allgemeine Zeitung, Neue Zürcher Zeitung y muchos otros periódicos de América Latina y Asia. En lengua española, es columnista habitual de Libertad Digital.
Ensayos históricos: análisis del pensamiento y estrategias de Adolf Hitler
En su primera disertación, Zitelmann reconstruye la forma de pensar de Adolf Hitler, en particular sus ideas sociales, económicas y políticas, sustentando sus hallazgos sobre una base de investigación muy completa.
Uno de los resultados de su investigación fue que Hitler se ocupó mucho más intensamente de las cuestiones de política social y económica de lo que tradicionalmente se había afirmado. Las motivaciones anticapitalistas y las tesis de revolución social jugaron un papel más importante en la cosmovisión de Hitler de lo que se suponía anteriormente. Según la Zitelmann, Hitler se veía a sí mismo como un revolucionario.
El libro fue reseñado en numerosas revistas internacionales. Klemens von Klemperer escribió en el “Journal of Modern History” que Zitelmann demostró “una erudición meticulosa y responsable” en su investigación y recalcó que sus indagaciones “constituyen un hito en la comprensión que tenemos de Adolf Hitler”.
Después de su doctorado, Zitelmann publicó otros libros sobre historia alemana en el siglo XX.

## Autor
Zitelmann ha escrito y editado 29 libros, que han sido publicados en más de 30 idiomas, entre otros: inglés, alemán, español, italiano, portugués, chino, coreano, vietnamita, ruso, polaco, árabe, hindi, urdu. También escribe artículos en The Wall Street Journal, Forbes.com, Linkiesta, Neue Zürcher Zeitung , The National Interest, Townhall, Washington Examiner , wallstreet:online, Daily Telegraph, City AM , Neue Zürcher Zeitung, Welt, Focus, Frankfurter Allgemeine Zeitung y The European.

## Ensayos sociológicos: la psicología de los multimillonarios
En 2017, Zitelmann publica en formato libro la tesis de su segundo doctorado. En “The Wealth Elite” se recogen 45 extensas entrevistas con personas muy ricas, la gran mayoría de ellos empresarios hechos a sí mismo. Se trata de un estudio cualitativo de ciencias sociales, ya que no hay muestras representativas para el grupo de superricos.
El estudio muestra que una alta proporción de los multimillonarios o superricos empezaron haciendo negocios mientras estudiaban en el instituto o en la universidad. Por otro lado, Zitelmann encuentra que el nivel de educación no juega un papel decisivo a la hora de determinar el nivel de riqueza que alcanzan estas élites económicas. El 25% de los encuestados de mayor riqueza (con un patrimonio de entre 300 y 3.000 millones de euros) incluía a más personas sin educación universitaria que el 25% de los encuestados con menos riqueza (entre 10 y 30 millones de euros).
Su investigación apunta también que las personas muy ricas suelen tomar decisiones basándose más en su olfato para los negocios y su instinto que en grandes trabajos de análisis o modelizaciones de posible rentabilidad. El conocimiento tácito adquirido como resultado de experiencias de aprendizaje práctico, a menudo informales, se reveló como un factor mucho más determinante para el éxito económico que la educación académica.
Todos los encuestados completaron una prueba de personalidad basada en el enfoque de los “cinco rasgos de personalidad”. Este experimento determinó que se trata de personas a las que se puede describir como emocionalmente estables y responsables. También se encontró que muchas de estas personas son extrovertidas y están abiertas a nuevas experiencias. Estos hallazgos se corresponden con los resultados de investigaciones anteriores sobre esta misma materia. Por el contrario, Zitelmann también encontró que las investigaciones realizadas hasta la fecha sí subestimaron el papel de la habilidad para las ventas como ingrediente para el éxito financiero de los más ricos.
Zitelmann también encuentra que la mayor parte de los millonarios analizados lidió con reveses y crisis económico-financieras en su camino a la riqueza. Encontró muchas similitudes en la forma en que estas personas lidian con el fracaso. Un resultado importante del estudio es que muchos superricos que se han hecho a sí mismos son inconformistas declarados, que han nadado repetidamente contra la corriente y han logrado acumular su riqueza de esta manera.
Su estudio recibió atención a nivel internacional y la obra se publicó en alemán, inglés, chino y coreano. El “Financial Times” escribió lo siguiente sobre “The Wealth Elite”:
"El estudio de Rainer Zitelmann sobre la psicología de los súper ricos es un proyecto ambicioso. Pocos podrían estar mejor calificados para estudiar esta cuestión que el propio autor, quien ha destacado como historiador, sociólogo, periodista, empresario e inversor inmobiliario. Se trata de una lectura convincente para todos aquellos que desean comprender mejor las características y motivaciones de los más ricos. Estas personas impulsan el crecimiento económico, respaldan la innovación, crean empleos y financian proyectos filantrópicos. Entonces, ¿por qué nunca antes se había intentado un estudio de este tipo? En esencia, porque es difícil acceder a estas personas y diseñar cuestionarios que generen una respuesta significativa. Zitelmann sí lo ha conseguido”

### Análisis de los prejuicios y estereotipos acerca de los ricos
En 2020 se publicó su libro “Los ricos en la opinión pública”. Zitelmann critica que la investigación científica sobre los prejuicios y estereotipos apenas se haya ocupado de los ataques o valoraciones que recibe dicho colectivo. El ensayo recoge el acervo teórico y las escasas investigaciones existentes y presenta los hallazgos de una encuesta internacional realizada por los institutos de encuestas Allensbach e Ipsos MORI. El estudio abarca diversos países, como Estados Unidos, Gran Bretaña y Francia.
A partir de la encuesta se identificaron tres grupos de población con distintas actitudes hacia los ricos: los “envidiosos”, los “no envidiosos” y los “ambivalentes”. El grupo de personas envidiosas incluye al 33 por ciento de la población en Alemania, al 34 por ciento en Francia, al 20 por ciento en Estados Unidos y al 18 por ciento en Gran Bretaña.
Zitelmann ha calculado también un coeficiente de envidia social, que indica la relación entre envidiosos y no envidiosos en cada país. Un valor de 1 significaría que la cantidad de personas envidiosas y no envidiosas es la misma. Con un valor inferior a 1, predomina el número de personas que no sienten envidia social pronunciada hacia los ricos, mientras que con un valor superior a 1 ocurre al revés y es mayoritario el número de personas con una envidia social pronunciada. Según este indicador, la envidia social es mayor en Francia (con un resultado de 1,26), mientras que las puntuaciones son de 0,97 en Alemania, 0,42 en Estados Unidos y 0,37 en Reino Unido.
El carácter distintivo de estas categorías se muestra sobre todo en el hecho de que los grupos de envidiosos y no envidiosos difieren significativamente en su posicionamiento ante decenas de afirmaciones. El grupo de personas envidiosas nombró el egoísmo, la crueldad, el materialismo, la arrogancia, la codicia, la frialdad o la superficialidad como los rasgos de personalidad más comunes de los ricos. Solo dos de los veitincico rasgos de personalidad que las personas consideradas como envidiosas sociales mencionaron con mayor frecuencia son positivos, mientras que los veintitrés restantes son negativos.
Desde el punto de vista del grupo no envidioso, los rasgos de personalidad más comunes  de los ricos serían la diligencia, la inteligencia, el atrevimiento, el materialismo, el ingenio y el pensamiento visionario.

## Libros
Zitelmann escribe para numerosos medios europeos y estadounidenses, entre ellos publicaciones como “Die Welt”, “Frankfurter Allgemeine Zeitung” o “Focus” (Alemania), “Neue Zürcher Zeitung” (Suiza), “Daily Telegraph” y“City AM” (Reino Unido), “Le Point” (Francia), “Linkiesta” e “Il Giornale” (Italia), “National Interest” y “Washington Examiner” (Estados Unidos). Los principales temas de sus contribuciones son la defensa del capitalismo y la investigación de la riqueza.
Zitelmann ha escrito y editado 29 libros, de los cuales los siguientes se han publicado en español:
- El capitalismo no es el problema, es la solución, ISBN  978-8-47209-821-3
- Los Ricos Ante La Opinión Pública, ISBN 9788472098626
- El odio a los ricos, ISBN  9789566260066
- Libertad financiera: Cómo crear riqueza y cómo conservarla, ISBN 9788423437276

Los siguientes libros también se han publicado en inglés:
- The Nazi Elite, New York Univ Pr, New York 1993, ISBN 978-0-81477-950-7
- Hitler's National Socialism, Management Books 2000, Oxford 2022, ISBN 978-1-852-52790-7. Updated version with a preface: On the Recent Historiography of Hitler and National Socialism (1996-2020).
- The Wealth Elite: A groundbreaking study of the psychology of the super rich, Lid Publishing, London and New York 2018, ISBN 978-1-91149-868-1
- The Art of a Successful Life: The Wisdom of the Ages from Confucius to Steve Jobs, Lid Publishing, London and New York 2020, ISBN 978-1-91255-567-3
- How People Become Famous: Geniuses of Self-Marketing from Albert Einstein to Kim Kardashian, Management Books 2000. Gloucestershire 2021, ISBN 978-1-85252-789-1
- In Defense of Capitalism, Republic Book Publishers 2023, ISBN 978-1-64572-073-7
- Unbreakable Spirit, Atlas Elite Publishing, ISBN 978-1-962825-04-7
- How Nations Escape Poverty, Encounter Books, ISBN 978-1-64177-395-9

También se han publicado en alemán los siguientes libros:
- (Hrsg., mit Uwe Backes und Eckhard Jesse:) Die Schatten der Vergangenheit. Impulse zur Historisierung des Nationalsozialismus. Ullstein, Frankfurt/M. 1990, ISBN 3-549-07407-7.
- Adenauers Gegner. Streiter für die Einheit. Straube, Erlangen 1991, ISBN 3-927491-35-7.
- (Hrsg., mit Michael Prinz:) Nationalsozialismus und Modernisierung. Wissenschaftliche Buchgesellschaft, Darmstadt 1991, ISBN 3-534-10886-8.
- (Hrsg., mit Karlheinz Weißmann und Michael Großheim:) Westbindung. Chancen und Risiken für Deutschland. Propyläen Verlag, Berlin 1993, ISBN 3-549-05225-1.
- Wohin treibt unsere Republik? Ullstein, Frankfurt/M. 1994, ISBN 3-548-36641-4. (Neuauflage, Books on Demand, Norderstedt 2020, ISBN 3-7526-9196-4).
- (Hrsg., mit Klemens von Klemperer und Enrico Syring:) „Für Deutschland“. Die Männer des 20. Juli 1944. Ullstein, Frankfurt/M. 1996, ISBN 3-548-33207-2.
- (Hrsg., mit Ronald Smelser, Enrico Syring) Die braune Elite. 22 biographische Skizzen. (Zwei Bände; WB-Forum, Band 37) Wissenschaftliche Buchgesellschaft, Darmstadt 1999, ISBN 3-534-14460-0.
- Reich werden mit Immobilien. Direktinvestment, Immobilienfonds, Immobilienaktien. Haufe-Verlag, Planegg 2002, ISBN 3-448-05123-3.
- Vermögen bilden mit Immobilien. Sicher anlegen und Steuern sparen mit Eigentumswohnungen, Mietshäusern, Immobilienfonds. Haufe-Verlag, Planegg 2004, ISBN 3-448-06356-8.
- Die Macht der Positionierung. Kommunikation für Kapitalanlagen. Immobilien Informationsverlag, Köln 2005, ISBN 3-89984-137-9.
- Setze dir größere Ziele! Die Erfolgsgeheimnisse der Sieger. Berlin 2011, ISBN 978-3-942821-00-1.
- (Hrsg.): Investieren in Sachwerte. Berlin 2011, ISBN 978-3-942821-08-7.
- Kommunikation ist Chefsache. Berlin 2012, ISBN 978-3-942821-12-4.
- Worte des Erfolges. Berlin 2012, ISBN 978-3-942821-09-4.
- Erfolgsfaktoren im Kraftsport: Mehr Muskeln mit Kompakttraining, Intensitätstechniken & mentaler Programmierung. Novagenics Verlag, Arnsberg 2014, ISBN 978-3-929002-52-2.
- Wenn Du nicht mehr brennst, starte neu! Mein Leben als Historiker, Journalist und Investor. FinanzBuch Verlag, München 2017, ISBN 978-3-95972-031-1.
- Weltreise eines Kapitalisten, FinanzBuch Verlag, München, 2024, ISBN 978-3-95972-783-9

## Películas de y con Rainer Zitelmann
- Life Behind the Berlin Wall[9] (Galardonado con el “Audience Choice Award for Short Films” en el Festival de Cine Anthem 2022)
- Poland: From Socialism to Prosperity[10]
- Vietnam - Beating Poverty with Market Economy[11] (Galardonado con el "Best International Documentary Award" en el Festival de Cine Anthem 2025)